# Salvatorkirche (Krakau)
Die Salvatorkirche (polnisch Kościół Najświętszego Salwatora) in Krakau ist eine katholische Kirche an der św. Bronisławy 9 im Stadtteil Tiergarten westlich des Burgbergs Wawel.

## Geschichte

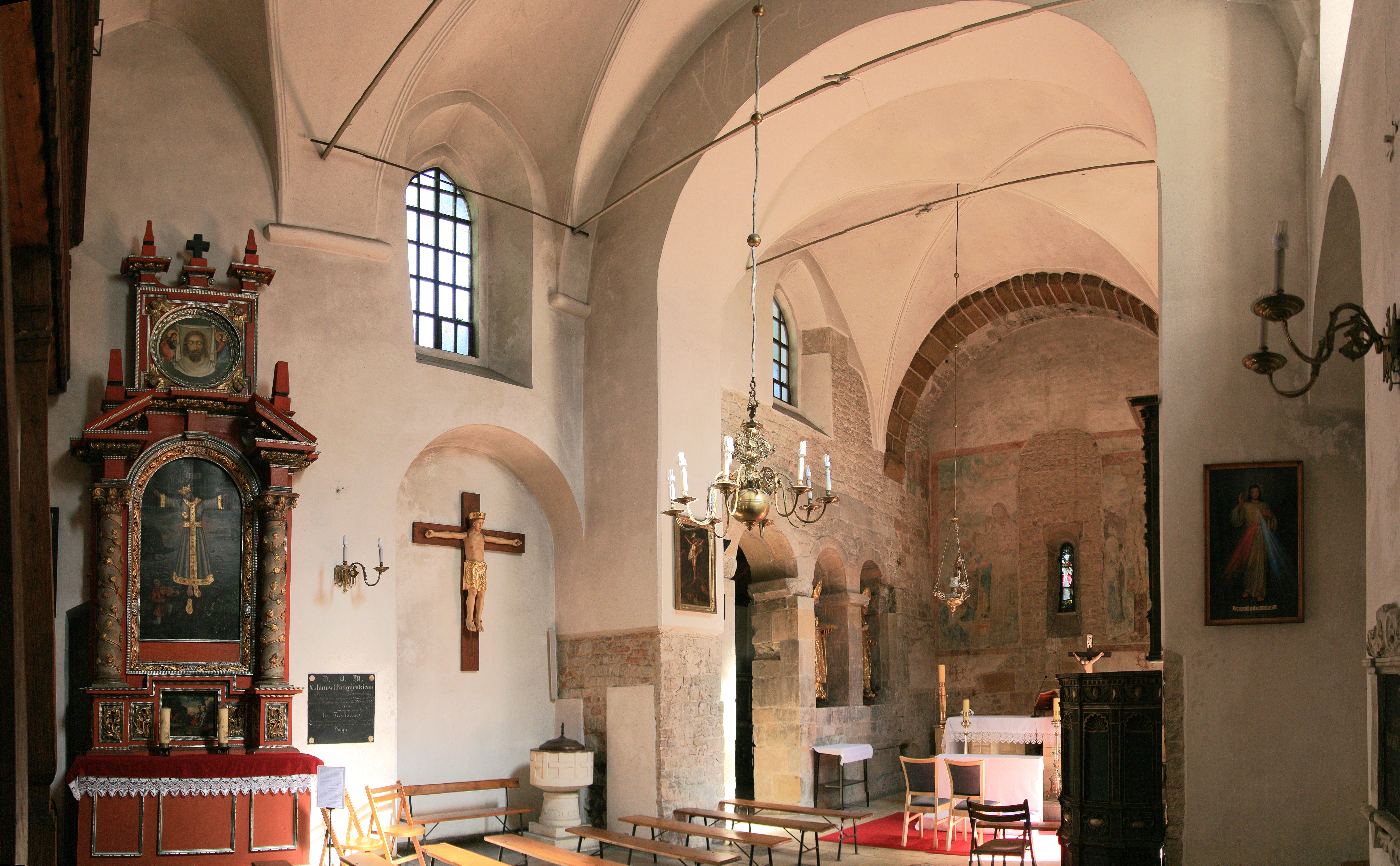
Innenraum

Es ist nicht bekannt, wann die Kirche gebaut wurde. Nach archäologischen Untersuchen vertrat Wiktor Zin die Ansicht, dass sie bereits in der zweiten Hälfte des 10. Jahrhunderts mit dem Grundriss eines griechischen Kreuzes bestand, also wahrscheinlich großmährischen Ursprungs ist. Damit wäre die Salvatorkirche eine der ältesten, wenn nicht gar die älteste Steinkirche in Polen. Später soll sie nach Wiktor Zin in Form einer vorromanischen Rotunda und Anfang des 12. Jahrhunderts im romanischen Stil ausgebaut worden sein. Sie wurde zum ersten Mal urkundlich nachweislich 1148 erwähnt. Nach der Beschädigung während der Schwedischen Sintflut wurde die Kirche bis 1680 in verkleinerter Form wieder aufgebaut und barockisiert. Im 20. Jahrhundert wurde der barocke Umbau wieder teilweise rückgängig gemacht und die Kirche erhielt ihre romanische Form, wenn auch in verkleinerter Form, mit barocker Turmspitze zurück.